# Salomonsborn
Salomonsborn, Erfurt-Salomonsborn – dzielnica miasta Erfurt w Niemczech, w kraju związkowym Turyngia.